# Японска белоочка
Японската белоочка (Zosterops japonicus) е вид птица от семейство Белоочкови (Zosteropidae).

## Разпространение
Видът е разпространен във Виетнам, Китай, Лаос, Мианмар, Тайланд, Южна Корея и Япония.